# Степанова, Лия Сергеевна
Лия Сергеевна Степанова (род. 26 апреля 1989 года, Горький, РСФСР, СССР) — российская шорт-трекистка. 4-кратная чемпионка России, многократная призёр чемпионата России. Выступала за ЭШВСМ «Москвич» (Москва). Мастер спорта России международного класса (2012).

## Биография
Лия родилась в Нижнем Новгороде, где и начала в 12-летнем возрасте кататься на коньках. Первым тренером был её отец Сергей Фёдорович Степанов. В 2002 и 2003 годах признавалась спортсменкой Нижнего Новгорода. В 15 лет переехала в Москву и в 2004 году стала заниматься шорт-треком в СШОР «Москвич» под руководством тренера высшей категории Юрия Евгеньевича Петрова. В 2005 году юная спортсменка уже выступала на первенстве России среди девушек среднего возраста за команду Москвы. 
В 2005 году попала в состав юниорской сборной страны и дебютировала на чемпионате мира среди юниоров где заняла 30-е место в многоборье, а через несколько дней участвовала в европейском юношеском Олимпийском зимнем фестивале, и там с командой заняла 4-е место в эстафете. В марте того года на II зимней Спартакиады учащихся России по шорт-треку Лия выиграла дистанцию 800 метров. В апреле 2007 года она стала серебряным призёром в финале Кубка России, который проходил в Новоуральске. С сезона 2007/2008 стала участвовать в Кубке мира. 
В январе 2008 года на чемпионате мира среди юниоров заняла 5-е место в эстафете. В марте на чемпионате России на отдельных дистанциях в составе женской эстафетной команды завоевала золотую медаль. В феврале 2009 года участвовала на зимней Универсиаде в Харбине, но без подиума. В 2009 году дебютировала на чемпионате Европы в Турине, заняв там 4-е место в эстафете. В марте на чемпионате России на отдельных дистанциях Степанова финишировала на 2-м месте в забеге на 1500 метров после Нины Евтеевой.
В 2010 году на чемпионате России в Саранске Лия стала бронзовым призёром в беге на 1500, серебряным на 1000 метров и выиграла золото в эстафете. В 2011 году на чемпионате мира в Шеффилде в составе команды заняла 8-е место в эстафете. В феврале 2012 года выиграла финал Кубка России в многоборье. На чемпионате России по многоборью в декабре 2012-го она стала бронзовым призёром и уже в январе 2013 года на чемпионате Европы в Мальмё она заняла 25-е место в общем зачёте многоборья. В марте на чемпионате России Степанова стала серебряным призёром страны в забеге на 3000 метров.
В сентябре 2013 года на I всероссийских соревнованиях по шорт-треку среди студентов Лия одержала победу в сумме многоборья. В декабре она завоевала серебряную медаль в эстафете на зимней Универсиаде в Тренто. После Универсиады Лию Степанову и других призёров студенческих игр принимал президент России Владимир Путин. Глава государства поздравил спортсменов с победами, пожелал им здоровья и успехов в учёбе.
В ноябре 2014 года Лия Степанова выиграла забеги на 500, 1000 и 1500 метров на всероссийских соревнованиях по шорт-треку среди студентов, которые прошли в Смоленске и стала победителем в многоборье. В марте 2016 года на чемпионате России на отдельных дистанциях она стала чемпионом в эстафете за Москву.

## Личная жизнь и трудовая деятельность
Лия Степанова выпускница Российского государственного университета физической культуры, спорта, молодёжи и туризма в Москве в степени магистр лечебной физической культуры. В августе 2015 года прошла обучение в Федерации фитнес-аэробики России (ФФАР) по направлениям: инструктор тренажерного зала,инструктор групповых программ и инструктор по аква-фитнесу. С 2015 года работала в ГБОУ города Москвы "Школа № 1502 "Энергия" в качестве учителя физической культуры. В настоящее время живёт в Калининграде, с 2022 года работает в Автономной некоммерческой организации Калининградского общеобразовательного экономического лицея «Ганзейская ладья» учителем физической культуры.